# Frederic I d'Habsburg
Frederic I d'Habsburg dit Frederic el Bell (alemany Friedrich der Schöne), nascut el 1286 a Viena, i mort el 13 de gener de 1330 a Gutenstein (Baixa Àustria), fou anti-rei dels Romans, és a dir pretendent però no elegit, i pretendent al títol d'Emperador del Sacre Imperi de 1314 a 1322. Després, a partir d'un acord fet el 1325 amb el seu cosí Lluís IV, va esdevenir rei dels Romans amb el nom de Frederic III.

## Origen
Era fill de l'emperador Albert I i d'Elisabet de Caríntia, i va esdevenir a la mort del seu germà més gran Rodolf I i l'assassinat del seu pare el 1308, duc d'Àustria, conjuntament amb el seu germà petit Leopold. El 1315 es va casar amb Elisabet d'Aragó, filla de Jaume el Just; els seus dos fills mascles van morir joves. La filla, Anna, es va casar amb el duc Enric XV de Baviera (dels Wittelsbach).

## Biografia
La seva vida va estar marcada per les relacions amb el seu cosí Lluís IV. Havien estat criats junts i les seves relacions eren bones, però van esdevenir conflictives quan la tutela dels ducs de la Baixa Baviera fou confiada a Frederic. Lluís IV el va derrotar en la batalla de Gamelsdorf i va haver de renunciar a aquesta tutela.
Després de la mort de l'emperador Enric VII de Luxemburg, Frederic es va declarar candidat a la corona del Sacre Imperi. Això no obstant, mercès a les gestions de Pere d'Aspelt, arquebisbe de Magúncia, fou escollit Lluís IV pel vot de quatre electors contra tres (octubre de 1314). Lluís IV fou aleshores coronat rei dels Romans per l'arquebisbe de Colònia, al lloc del d'Aquisgrà (Aix-la-Chapelle).
Frederic, amb ajuda del seu germà Leopold I, va tenir inicialment diversos èxits militars contra Lluís IV però finalment aquest el va derrotar i el va fer presoner el 28 de setembre de 1322 amb mil tres-cents altres cavallers austríacs i de Salzburg, a la comarca d'Ampfing, en la batalla de Mühldorf. Frederic fou retingut presoner al castell de Trausnitz a l'Alt Palatinat.
 Frederic que governava aleshores juntament amb els seus germans encapçalats per Leopold I no es va donar per vençut i la lluita va seguir.
 Aquesta resistència, la pèrdua de l'aliança amb el rei de Bohèmia i l'excomunicació del Papa Joan XXII (qui pretenia que no podia ser elegit sense la seva aprovació) van portar a Lluís IV a alliberar a Frederic, amb condicions (tractat de Trausnitz de 13 de març de 1325): Frederic reconeixia al seu cosí com a sobirà legítim i s'obligava a retornar a la captivitat si no aconseguia que el seu fill Leopold deposés les armes.
Frederic ho va provar però les seves gestions amb Leopold van fracassar i llavors va tornar a Múnic i es va constituir en presoner, tot i que el papa Joan XXII l'havia alliberat del seu jurament. Aquest episodi va inspirar a Schiller el seu poema Deutsche Treue (fidelitat alemanya) i a Ludwig Uhland la seva tragèdia Ludwig der Bayer ("Lluís el Bavarès").
Impressionat per aquesta lleialtat cavalleresca, Lluís va retornar la seva amistat al seu cosí, va partir el seu palau amb ell, i es van posar d'acord per dirigir en comí el Sacre Imperi. Enfront de les objeccions del papa Joan XXII i dels prínceps electors, van signar un nou tractat a Ulm el 7 de gener de 1326, segons el qual Frederic dirigiria Alemanya com a rei dels Romans, mentre que Lluís seria coronat emperador a Itàlia. No obstant la mort de Leopold I d'Àustria el 28 de febrer de 1326 va portar a Frederic a abandonar aquesta regència imperial per dedicar-se al govern de les possessions dels Habsburg.

## Mort
Va morir el 13 de gener de 1330 al castell de Gutenstein al Wienerwald, i fou enterrat a la cartoixa de Mauerbach que havia fundat. Quan aquesta fou tancada el 1783, les seves despulles es van portar a la catedral de Sant Esteve a Viena.
A Àustria i Estíria el van succeir els seus germans més joves Albert II i Otó. Després de Frederic van haver de passar més de cent anys perquè un Habsburg fou de nou elegit rei dels Romans (amb Albert II (1438); mentre el tron imperial fou ocupat alternativament per les dinasties de Baviera (Wittelsbach) o de Luxemburg.